# Bieliński II Hrabia
Bieliński hrabia (Bieliński hrabia (b)) – polski herb hrabiowski, odmiana herbu Szeliga, nadany w Królestwie Polskim.

## Opis herbu
W polu czerwonym z półksiężyca złotego barkiem w dół wychodzi krzyż złoty o ramionach klinowatych.
Nad tarczą korona hrabiowska, a nad nią hełm w koronie z klejnotem: ogonem pawim.
Labry czerwone podbite złotem.

## Najwcześniejsze wzmianki
Nadany z tytułem hrabiowskim wojewodzie Piotrowi Bielińskiemu w 1825 roku.

## Herbowni
hrabia Bieliński.